# 小行星3369
小行星3369（3369 Freuchen）是一颗绕太阳运转的小行星，为主小行星带小行星。该小行星于1985年10月18日发现。

## 轨道参数
小行星3369的轨道半长轴为3.0432671 UA，离心率为0.138。